# Wilhelmus Beurs
Wilhelmus (Willem) Beurs (Dordrecht, 1656 – Zwolle, na 1692) was een Nederlandse schilder.

## Biografie
Beurs volgde in zijn geboorteplaats in 1671-1672, samen met Arnold Houbraken, schilderlessen bij Willem van Drielenburg. Hij verhuisde vervolgens naar Amsterdam.  In 1681, hij woonde toen in de Kalverstraat, trouwde hij met Margarethe Rijlofs. Rond 1687 verhuisde het paar naar Zwolle. Beurs gaf hier les aan Aleida Greve, Anna Cornelia Holt, Sophia Holt en Cornelia van Marle. Hij publiceerde in 1692 De groote waereld in 't kleen geschildert, een studieboek over schilderkunst, dat hij opdroeg aan zijn leerlingen. Beurs stierf waarschijnlijk in Zwolle.

## Werk
Beurs schilderde met name landschappen en portretten. In Zwolle schilderde hij bloem- en vruchtenstillevens. Hij had een italianiserende stijl. Zijn werken zijn gedocumenteerd in archieven. Echter slechts één werk (parklandschap, gedateerd 1692) is momenteel bekend van hem.

## Publicaties
- 1692 De groote waereld in 't kleen geschildert, of schilderagtig tafereel van 's Weerelds schilderyen. Kortelijk vervat in ses boeken. Verklarende de hooftverwen, haare verscheide mengelingen in oly en der zelver gebruik. Amsterdam: Johannes en Gillis Janssonius van Waesberge.